# Cratere Gori
Gori  è un cratere sulla superficie di Marte.